# Brumadinho
Brumadinho là một đô thị thuộc bang Minas Gerais, Brasil. Đô thị này có diện tích 640,15 km², dân số năm 2007 là 31965 người, mật độ 49,9 người/km².